# Thug World Order
"Thug World Order" is een album van de Amerikaanse rap groep Bone Thugs-N-Harmony. Het album verkocht meer dan vijfhonderdduizend exemplaren in de VS. De eerste single en video was "Money, Money". De tweede single en video was "Get Up & Get It". De derde single was "Home" (met Phil Collins).

## Nummerlijst
1. "T.W.O. Intro"
2. "Bone, Bone, Bone"
3. "Guess Who's Back" (met LaReece)
4. "Home"
5. "What About Us"
6. "Get Up & Get It" (met 3LW & Felecia)
7. "Bad Weed Blues"
8. "All The Way"
9. "Non-Fiction Words By Eazy-E"
10. "Pump, Pump"
11. "Set It Straight"
12. "Money, Money"
13. "Not My Baby"
14. "Cleveland Is The City" (met Avant)
15. "If I Fall"
16. "A Thug Soldier Conversation"